# Międzynarodowa Federacja Futbolu Amerykańskiego
IFAF (ang. International Federation of American Football), Międzynarodowa Federacja Futbolu Amerykańskiego – organizacja zrzeszająca kontynentalne związki futbolu amerykańskiego. Siedziba organizacji znajduje się w La Courneuve we Francji.

## Historia
W 1998 roku powstały dwie konkurencyjne federacje International Federation of American Football (IFAF) oraz International American Football Federation (IAFF). W 1999 roku IFAF zorganizowała pierwsze mistrzostwa świata. Rok później obydwie federacje połączyły się, przyjmując nazwę International Federation of American Football (IFAF). W 2014 roku IFAF utworzyła Europejską Ligę Mistrzów która jest konkurencją dla Europejskiej Ligi Futbolowej, federacji EFAF. W 2015 roku doszło do rozłamu, w wyniku którego powstały dwie frakcje IFAF New York i IFAF Paris. W 2018 roku Sportowy Sąd Arbitrażowy zadecydował, że jedyną legalną światową federacją futbolu amerykańskiego jest IFAF New York. Po tej decyzji rozwiązana została Europejska Federacja Futbolu Amerykańskiego a jej miejsce zajęła IFAF Europe.

## Członkowie
Organizacja zrzesza obecnie 5 federacje kontynentalne których członkami jest 71 związków narodowych:
- IFAF Africa
- IFAF Americas
- IFAF Asia
- IFAF Europe
- IFAF Oceania

## Rozgrywki
- Mistrzostwa świata w futbolu amerykańskim
- Mistrzostwa świata juniorów w futbolu amerykańskim
- Mistrzostwa świata kobiet w futbolu amerykańskim
- Mistrzostwa świata w futbolu flagowym
- Liga Mistrzów IFAF Europe
- International Bowl